# Dichagyris euryloma
Dichagyris euryloma är en fjärilsart som beskrevs av Corti 1933. Dichagyris euryloma ingår i släktet Dichagyris och familjen nattflyn. Inga underarter finns listade i Catalogue of Life.